# FS ALb 72
 (janvier 2022).
L'autorail FS ALb 72 est un autorail monocaisse à moteur essence conçu par la compagnie nationale italienne des chemins de fer italiens FS - Ferrovie dello Stato en 1933 et construit par Breda C.F. de Milan pour le transport de voyageurs sur le réseau italien des FS. 
ATTENTION : Ne pas confondre avec les ALn 72.3000 qui sont 3 autorails prototypes commandés à la société FIAT-OM de Milan à cette même époque, comme le numéro de série l'indique. 
Rappel : en Italie jusqu'en 2000, les numéros de série des matériels étaient repérés par constructeur, la conception étant, dans la très grande majorité des cas, assurée directement par les services ingénierie matériels des FS.

## Histoire
Les FS ont commandé ces 3 unités prototypes le 30 juin 1932 afin de contrebalancer l'hégémonie prise par l'autre grand constructeur italien FIAT Divisione Materiale Ferroviario qui avait réussi à imposer ses autorails révolutionnaires, les Fiat Littorina. Les FS avaient également passé commande le 24 février 1932 à FIAT d'un lot de 3 unités prototypes ALb 48. Ces unités ont d'abord été baptisées AUTO 72.01 à 03 puis ALb 72.201 à 203, conformément à la codification des FS.
Les 3 autorails Breda ont été présentés en juin 1933 en présence du Ministre des Communications, le comte et amiral Costanzo Ciano. Ces 3 unités ont été affectées au dépôt de "Florence Santa Maria Novella" pour y subir une multitude de tests et faire une étude comparative avec les unités FIAT. Ils ont fait de rares apparitions sur la ligne régulière Florence-Sienne pour les tester en conditions réelles. En 1935, la tendance semble tourner vers des motorisations diesel. Les FS décident de transformer ces unités, tout comme les 3 unités FIAT, avec des moteurs diesel de chaque constructeur. Ces unités seront alors rebaptisées ALn 72 et furent affectées au dépôt de Fabriano où elles resteront jusqu'en 1939. En 1940, les 3 autorails prototypes Breda ALn 72 ont été cédés aux sociétés "Tranvie Bologna-Pieve di Cento" et "Bologna-Malalbergo". 
En 1958, lors de la disparition des lignes desservies, l'ALn 72.2003 fut cédée à la "Società Veneta - SV" et renommée ADn 550 qui l'utilisa dans un premier temps sur la ligne Parme-Suzzara puis, Thiene-Piovene Rocchette-Arsiero dans la province de Vicenza, jusqu'à la fermeture de cette petite ligne locale en 1964.

## Les FS ALn 72.3000 OM
Pour compléter l'étude comparative, les FS ont également commandé 3 unités prototypes à un tout nouveau constructeur ferroviaire italien à l'époque, OM, qui sera plus tard intégré dans Fiat Ferroviaria en 1938.
Fruits d'une plus grande liberté d'interprétation du cahier des charges FS, les autorails OM ALn 72.3000 proposaient plusieurs innovations qui ont été qualifiées de révolutionnaires dont notamment la boîte de vitesses mécanique, remplacée par une boîte hydraulique avec variateur de couple.
les 3 prototypes présentés par OM permirent aux FS d'expérimenter, pour la première fois, l'usage quotidien d'une boîte hydraulique et de tester le retour d'expérience des conducteurs.
Des nouveautés sont également apportées au niveau des bogies qui seront reprises dans les nouvelles génération de matériels.
Les lignes novatrices et aérodynamiques de la caisse, une véritable révolution esthétique pour l'époque, feront école. Ansaldo reprendra ces formes arrondies sans grille de radiateur centrale et les futures rames Fiat et Breda en feront autant dans les modèles lancés après guerre. Déjà à l'époque, les économies d'énergie étaient courantes avec les système de chauffage branché à travers des échangeurs de chaleur, sur les circuits de refroidissement des moteurs.
En 1940, ces autorails ont été cédés à la société Ferrovie Padane qui les a immatriculées "FP ALn 72.1001 à 1003".
Cette expérience fut une réussite pour le constructeur OM au point de convaincre la direction des FS de lancer l'étude d'une version à produire en très grand nombre pour une utilisation sur les lignes interrégionales mais aussi locales. C'est à cette époque que s'opère le rapprochement entre les deux constructeurs Fiat et OM. Lorsque les FS décidèrent de passer du stade étude à la construction de plusieurs centaines d'exemplaires de la nouvelle génération que sera l'ALn 772, Fiat et OM se répartiront la tâche : 
- OM traita toute la partie mécanique
- FIAT Sezione Materiale Ferroviario (FIAT Materfer), la caisse, les aménagements intérieurs et la partie électricité.

L'Aln 772 sera une variante modernisée pouvant circuler en unités multiples et connaîtra une très brillante carrière avec 327 unités fabriquées. 